# Jorge Julio
Jorge Dandys Julio, né le 3 mars 1979 à Caracas au Venezuela, est un joueur vénézuélien de baseball évoluant dans la Ligue majeure de baseball dans l'organisation des Milwaukee Brewers depuis juillet 2008. Après la saison 2008, il compte 438 matches joués en MLB pour 99 sauvetages.

## Carrière

### Professionnelle
Il fait ses débuts en Ligue majeure en 2001 mais complète sa première saison complète en 2002. Sous les couleurs des Baltimore Orioles, il termine troisième au vote de la meilleure recrue de l'année en Ligue américaine cette année-là.
Lors de son passage chez les Arizona Diamondbacks, il occupe un temps le poste de stoppeur, mais à la suite de deux matchs qu'il laisse filer, il est remplacé à ce poste et transféré dans la foulée.
Il signe chez les Cleveland Indians un contrat de ligue mineure le 31 janvier 2008 lui donnant accès au camp d'entraînement des Indians. Il rejoint l'effectif actif le 25 mars mais est libéré de son contrat en juin après disputé 15 matches sous l'uniforme des Indians.
Il rejoint l'organisation des Braves d'Atlanta en juillet 2008 où il porte les couleurs des Richmond Braves en Triple-A et prend part à seulement 12 matchs avec les Braves en Ligue majeure. Il signe chez les Milwaukee Brewers durant l'hiver 2008.